# Hampelspitze
Die Hampelspitze ist ein 1020 m hoher Berg nahe der Scott-Küste im ostantarktischen Viktorialand. Am südöstlichen Ende der Deep Freeze Range ragt er östlich des Priestley-Gletschers und nordwestlich des Browning-Passes auf.
Wissenschaftler der deutschen Expedition GANOVEX IV (1984–1985) benannten ihn nach Herbert Hampel, der als Pilot an der Flugmission von GANOVEX IV beteiligt war. Dabei kam er 1985 auf dem Rückflug aus der Antarktis beim Abschuss des Forschungsflugzeugs Polar 3 in Afrika ums Leben.